# 27. Oscar-gála
Az 27. Oscar-gálát, a Filmakadémia díjátadóját 1955. március 30-án tartották meg. Már a jelölteket is televíziós műsorban mutatták be a nézőknek, körkapcsolással négy helyszínről. Az év filmje Elia Kazan rendező kis költségvetésű filmje, A rakparton lett, 12 jelölést és ebből nyolc díjat kapott. A főszereplő Marlon Brando harmadik jelölése is Oscart ért.

## Kategóriák és jelöltek
Nyertesek félkövérrel jelölve

### Legjobb film
- A rakparton (On the Waterfront) – Horizon-American, Columbia – Sam Spiegel
  - Hét menyasszony hét fivérnek (Seven Brides for Seven Brothers) – Metro-Goldwyn-Mayer – Jack Cummings
  - Three Coins in the Fountain – 20th Century-Fox – Sol C. Siegel
  - A vidéki lány (The Country Girl) – Perlberg-Seaton, Paramount – William Perlberg
  - Zendülés a Caine hadihajón (The Caine Mutiny) – Kramer, Columbia– Stanley Kramer

### Legjobb színész
- Marlon Brando – A rakparton (On the Waterfront)
  - Humphrey Bogart    – Zendülés a Caine hadihajón (The Caine Mutiny)
  - Bing Crosby        – A vidéki lány (The Country Girl)
  - James Mason        – Csillag születik (A Star Is Born)
  - Dan O'Herlihy      – Robinson Crusoe

### Legjobb színésznő
- Grace Kelly – A vidéki lány (The Country Girl)
  - Dorothy Dandridge – Carmen Jones
  - Judy Garland – Csillag születik (A Star Is Born)
  - Audrey Hepburn – Sabrina
  - Jane Wyman – Magnificent Obsession

### Legjobb férfi mellékszereplő
- Edmond O'Brien –  Mezítlábas grófnő[* 1] (The Barefoot Contessa)
  - Lee J. Cobb –  A rakparton (On the Waterfront)
  - Karl Malden –  A rakparton (On the Waterfront)
  - Rod Steiger – A rakparton (On the Waterfront)
  - Tom Tully –  Zendülés a Caine hadihajón (The Caine Mutiny)

### Legjobb női mellékszereplő
- Eva Marie Saint – A rakparton (On the Waterfront)
  - Nina Foch – Executive Suite
  - Katy Jurado – A kettétört lándzsa[3] (Broken Lance)
  - Jan Sterling – The High and the Mighty
  - Claire Trevor – The High and the Mighty

### Legjobb rendező
- Elia Kazan – A rakparton (On the Waterfront)
  - Alfred Hitchcock – Hátsó ablak (Rear Window)
  - George Seaton – A vidéki lány (The Country Girl)
  - William A. Wellman – The High and the Mighty
  - Billy Wilder – Sabrina

### Legjobb eredeti történet
- A kettétört lándzsa (Broken Lance) – Philip Yordan
  - Kenyér, szerelem, fantázia (eredeti olasz címeː Pane, amore e fantasia) – Ettore Margadonna
  - Tiltott játékok (eredeti francia címeː Jeux interdits) – François Boyer
  - Night People – Jed Harris, Tom Reed
  - There’s No Business Like Show Business[* 2]  – Lamar Trotti (posztumusz jelölés)

### Legjobb eredeti forgatókönyv
- A rakparton (On the Waterfront) – Budd Schulberg
  - Mezítlábas grófnő (The Barefoot Contessa) – Joseph L. Mankiewicz
  - Különös kirándulás (Genevieve)[* 3]  – William Rose
  - Glenn Miller élete (The Glenn Miller Story)[6] – Valentine Davies, Oscar Brodney
  - Kopogd le a fán! (Knock on Wood) – Norman Panama, Melvin Frank

### Legjobb adaptált forgatókönyv
- A vidéki lány (The Country Girl) – George Seaton forgatókönyve Clifford Odets színműve alapján
  - Zendülés a Caine hadihajón (The Caine Mutiny) – Stanley Roberts forgatókönyve Herman Wouk regénye alapján
  - Hátsó ablak (Rear Window) – John Michael Hayes forgatókönyve Cornell Woolrich: It Had to Be Murder című elbeszélése alapján
  - Sabrina – Billy Wilder, Samuel Taylor, Ernest Lehman forgatókönyve Samuel Taylor: Sabrina Fair című regénye alapján
  - Hét menyasszony hét fivérnek (Seven Brides for Seven Brothers) – Albert Hackett, Frances Gooderich, Dorothy Kingsley forgatókönyve Stephen Vincent: Benét The Sobbin' Women című elbeszélése alapján

### Legjobb operatőr
- Boris Kaufman –  A rakparton (On the Waterfront) (ff)
  - A vidéki lány (The Country Girl) – John F. Warren
  - Executive Suite – George Folsey
  - Rogue Cop – John Seitz
  - Sabrina – Charles Lang

- Milton R. Krasner –  Three Coins in the Fountain (színes)
  - Szinuhe (The Egyptian) – Leon Shamroy
  - Hátsó ablak (Rear Window) – Robert Burks
  - Hét menyasszony hét fivérnek (Seven Brides for Seven Brothers) – George Folsey
  - The Silver Chalice – William V. Skall

### Látványtervezés és díszlet
Fekete-fehér filmek
- Richard Day – A rakparton
  - Hal Pereira, Roland Anderson, Samuel M. Comer, Grace Gregory – A vidéki lány (The Country Girl)
  - Cedric Gibbons, Edward Carfagno, Edwin B. Willis, Emile Kuri – Executive Suite
  - Max Ophüls – Az élet örömei (Le Plaisir; francia)[* 4]
  - Hal Pereira, Walter Tyler, Samuel M. Comer, Ray Moyer – Sabrina

Színes filmek
- John Meehan, Emile Kuri – Némó kapitány (20000 Leagues Under the Sea)
  - Cedric Gibbons, E. Preston Ames, Edwin B. Willis, Keogh Gleason – Brigadoon titka (Brigadoon)
  - Lyle Wheeler, Leland Fuller, Walter M. Scott, Paul S. Fox – Désirée[* 5]
  - Hal Pereira, Roland Anderson, Samuel M. Comer, Ray Moyer – Red Garters
  - Malcolm Bert, Gene Allen, Irene Sharaff, George James Hopkins – Csillag születik (A Star Is Born)

### Legjobb vágás
- A rakparton (On the Waterfront) – Gene Milford
  - Zendülés a Caine hadihajón (The Caine Mutiny) – Willam A. Lyon
  - The High and the Mighty – Ralph Dawson
  - Hét menyasszony hét fivérnek (Seven Brides for Seven Brothers) – Ralph E. Winters
  - Némó kapitány (20000 Leagues Under the Sea) – Elmo Williams

### Legjobb vizuális effektus
- Némó kapitány (20000 Leagues Under the Sea) – Nem volt név szerinti jelölés
  - Hell and High Water – Nem volt név szerinti jelölés
  - Them! – Nem volt név szerinti jelölés

### Legjobb idegen nyelvű film (különdíj)
- Gate of Hell (Dzsigokumon (地獄門; Hepburn: Jigokumon?)) (Japán) – Daiei Studios – Nagata Maszaicsi producer – Kinugasza Teinoszuke rendező

### Legjobb eredeti filmzene

#### Filmzene drámai filmben vagy vígjátékban
- The High and the Mighty – Dimitri Tiomkin
  - Zendülés a Caine hadihajón (The Caine Mutiny) – Max Steiner
  - Különös kirándulás (Genevieve) – Larry Adler[* 6]
  - A rakparton (On the Waterfront) – Leonard Bernstein
  - The Silver Chalice – Franz Waxman

#### Filmzene musicalfimben
- Hét menyasszony hét fivérnek (Seven Brides for Seven Brothers) – Adolph Deutsch és Saul Chaplin
  - Carmen Jones – Herschel Burke Gilbert
  - Glenn Miller élete (The Glenn Miller Story) – Joseph Gershenson és Henry Mancini
  - Csillag születik (A Star Is Born) – Ray Heindorf
  - There’s No Business Like Show Business – Alfred Newman és Lionel Newman

## Statisztika

### Egynél több jelöléssel bíró filmek
- 12 : A rakparton (On the Waterfront)
- 7 : Zendülés a Caine hadihajón (The Caine Mutiny), A vidéki lány (The Country Girl)
- 6 : The High and the Mighty, Sabrina, Csillag születik (A Star is Born)
- 5 : Hét menyasszony hét fivérnek (Seven Brides for Seven Brothers)
- 4 : Executive Suite, Hátsó ablak (Rear Window)
- 3 : Némó kapitány (20000 Leagues Under the Sea), Brigadoon, Glenn Miller élete (The Glenn Miller Story), There’s No Business Like Show Business, Three Coins in the Fountain
- 2 : Mezítlábas grófnő (The Barefoot Contessa), A kettétört lándzsa (Broken Lance), Carmen Jones, Desiree, Különös kirándulás (Genevieve), Jet Carrier, The Silver Chalice, Susan Slept Here

### Egynél több díjjal bíró filmek
- 8 : A rakparton (On the Waterfront)
- 2 : Némó kapitány (20000 Leagues Under the Sea), A vidéki lány (The Country Girl), Three Coins in the Fountain